# Rai Movie
Rai Movie é um canal italiano pertencente a RAI, dedicado ao cinema.
Lançado em 2003 como RaiSat Cinema World renomeado em 2006 com o nome RaiSat Cinema, no dia 18 de maio de  2010 o canal foi relançado como Rai Movie. Transmite essencialmente filmes italianos, entrevistas, bastidores e documentários.
Desde 2003 é o parceiro de mídia oficial do Festival Internacional de Cinema de Veneza e desde 2007 do Festival Internacional de Cinema de Roma.